# Trương hoàng hậu (Đường Túc Tông)
Đường Túc Tông Trương hoàng hậu (chữ Hán: 唐肃宗張皇后; ? - 16 tháng 5, 762), cũng gọi Trương Thứ nhân (張庶人), là Hoàng hậu của Đường Túc Tông Lý Hanh, vị Hoàng đế thứ 8 hoặc thứ 10 của nhà Đường.
Sau khi trở thành Hoàng hậu, Trương thị đã liên kết với hoạn quan Lý Phụ Quốc, hoành hành cung cấm, can dự triều chính, uy hiếp đến ngai vị thông qua một cuộc binh biến muốn lật đổ Đường Đại Tông.

## Tiểu sử
Trương hoàng hậu nguyên quán ở Đặng Châu, Nam Dương, Hà Nam. Tổ mẫu Đậu thị là em gái của Chiêu Thành Thuận Thánh hoàng hậu Đậu thị, mẹ của Đường Huyền Tông Lý Long Cơ. Cha của Trương hoàng hậu là Kim ngô đại tướng quân Trương Khứ Dật (張去逸). Mẹ Trương thị là Đậu phu nhân, cũng trong dòng họ của tổ mẫu Đậu thị, do đó Trương thị cũng có họ hàng với chồng tương lai là Đường Túc Tông.
Khi Võ Tắc Thiên giết hại Đậu thị cùng Lưu hậu ở trong cung, Huyền Tông khi ấy còn nhỏ giao phó cho Yên Quốc phu nhân Đậu Thục (窦淑) và Đậu thị cùng nuôi dưỡng cho đến khi trưởng thành. Huyền Tông lên ngôi, phong Đậu thị làm Đặng Quốc phu nhân (鄧國伕人), hưởng vinh hoa phú quý. Các con trai bà, trong đó có Trương Khứ Dật đều là đại thần quan trọng.

## Trở thành Lương đệ
Năm đầu Thiên Bảo đời Đường Huyền Tông, Trương thị được tuyển vào cung làm thiếp của Trung vương Lý Hanh, mang tước hiệu Nhụ nhân (孺人). Sau khi Lý Hanh làm Thái tử, bà được phong làm Lương đệ (良娣), địa vị cao nhất trong các phi thiếp của Thái tử, chỉ dưới chính thất là Thái tử phi. Sau khi Thái tử ly hôn với Thái tử phi Vi thị năm 746, Trương Lương đệ trở thành sủng phi của Lý Hanh. Bà được nhận xét là thông minh, ăn nói khéo léo, rất được lòng người.
Năm Thiên Bảo thứ 12 (753), Trương Lương đệ sinh hạ một người con trai, chính là Hưng vương Lý Thiệu. Cuối năm Thiên Bảo thứ 14 (755), An Lộc Sơn chính thức khởi binh tạo phản. Quân An thế lực lớn mạnh, thắng trận liên tiếp, lần lượt phá vỡ các chốt phòng thủ của nhà Đường, từ căn cứ ban đầu là Phạm Dương chiếm được Lạc Dương rồi Đồng Quan. Năm thứ 15 (756), Huyền Tông và Thái tử Lý Hanh rời khỏi kinh thành Trường An, bỏ chạy về phía Tây Thục. Đường đến Kiếm Nam (劍南), Thái tử tách khỏi đoàn người Huyền Tông và đóng quân tại Linh Vũ cùng con trai là Kiến Ninh quận vương Lý Đàm.
Trên đường đi, Thái tử có ít người bảo vệ. Buổi tối, Trương Lương đệ luôn ngủ bên ngoài Thái tử. Khi Lý Hanh nói với bà: "Phụ nữ thì không cần trách nhiệm đánh nhau với giặc cướp", thì bà đã trả lời:"Thiếp sợ nếu biến cố bất ngờ xảy ra, có thể lấy thân mình làm khiên bảo vệ thái tử và hoàng tộc". Tại Linh Vũ, Trương thị hạ sinh một đứa bé, nhưng chỉ 3 ngày sau khi sinh là ngồi dậy may quần áo cho binh sĩ. Lý Hanh hỏi bà sao không nghỉ ngơi, bà đáp: "Không có thời gian nghỉ ngơi". Thái tử cảm động và càng sủng ái bà hơn. Trương Lương đệ sau lại hạ sinh con trai thứ hai là Lý Đồng.

## Phong Phi lập Hậu
Ngày Giáp Tý (tức ngày 12 tháng 8) cùng năm, Thái tử Lý Hanh xưng Hoàng đế ở Linh Vũ, tức là Đường Túc Tông, vọng tôn Đường Huyền Tông làm Thái thượng hoàng.
Từ cuối năm Chí Đức nguyên niên, hai nước Hồi Hột và Thổ Phiên cử sứ giả đến đề nghị cùng nhau phá quân Yên. Đáp lại, Túc Tông quyết định hòa thân với Hồi Hột, phong cho con gái Hồi Hột Khả hãn làm Công chúa, từ đó hai nước kết minh, cùng nhau chống An Sử. Cuối năm đó, Hồi Hột Khả hãn sai quân tiến vào lãnh thổ nhà Đường, hợp với Quách Tử Nghi đại phá quân Yến ở Đồng La. Đầu năm Chí Đức thứ 2 (757), một cuộc tranh chấp nổ ra trong nội bộ triều đình lưu vong khi Trương lương đệ liên kết với Nội giám Lý Phụ Quốc, kết bè đảng trong triều. Kiến Ninh quận vương Lý Đàm không vừa lòng, bảo Lý Bí:"Bọn họ Trương, họ Lý ghen ghét hãm hại anh em ta, nếu không trừ thì không xong".
Lý Bí thất kinh, cố khuyên Kiến Ninh quận vương chưa nên kinh động kéo hại đến thân, thế nhưng vương không nghe. Nhiều lần ở trước mặt Túc Tông, Kiến Ninh kể tội bọn đàn bà và quan thị độc ác, nham hiểm. Sau đó, Kiến Ninh còn lập mưu định giết Trương lương đệ, Lý Phụ Quốc. Trương Lương đệ và Lý Phụ Quốc lo sợ nên trước mặt Túc tông đã dâng sớ đàn hặc, gièm pha vu cáo Kiến Ninh quận vương có ý giết Hoàng trưởng tử là Quảng Bình vương Lý Thục, tiếm ngôi:"Lý Đàm xưa nay chỉ hận không được lĩnh chức tổng binh, đến nay đã có ý đồ khác". Đường Túc Tông tức giận hạ lệnh ép Lý Đàm phải uống rượu độc tự sát.
Mùa đông năm Chí Đức thứ 2, sau khi quay lại Trường An, các con trai Trương lương đệ là Lý Thiệu phong Hưng vương (興王), Lý Đồng phong Định vương (定王). Sang năm Càn Nguyên (758), Trương Lương đệ được sách phong làm Thục phi (淑妃), tặng cha là Khứ Dật làm Thượng thư Tả bộc xạ (尚書左仆射), mẹ là Đậu thị phong "Nghĩa Chương Huyện chúa" (義章縣主). Em trai bà là Trương Thanh (张清) thành hôn với Đại Ninh quận chúa (大寧郡主), con gái thứ năm của Lý Hanh, còn một người em trai khác là Trương Tiềm (张潛) thành thân với Diên Hòa quận chúa (延和郡主), các chị em gái cũng thụ phong tước hiệu, như chị Trương thị là vợ của Lý Đàm (李曇) thụ phong tước hiệu "Thanh Hà quận phu nhân" (清河郡夫人), em gái Trương Sư Sư phong "Thành Quốc phu nhân" (郕國夫人). Cũng năm ấy, tháng 4, Túc Tông quyết định lập Trương Thục phi làm Hoàng hậu. Trước đó, Túc Tông cho lập Quảng Bình vương Lý Thục làm Hoàng thái tử, đổi tên là Lý Dự. Tuy nhiên, lúc đó Trương hậu không phục Lý Dự mà muốn ngôi vị Thái tử phải thuộc về con trai mình là Hưng vương Lý Thiệu. Thái tử Lý Dự do đó rất lo sợ, nên tỏ ra khiêm nhường và cung kính đối với Trương hoàng hậu.
Năm Thượng Nguyên nguyên niên (760), tháng 3, triều đình hội nghị, quyết định phong cho Trương Hoàng hậu tôn hiệu Dực Thánh (翊聖). Đại thần lên tiếng phản đối vì trước đây chưa có tiền lệ phong tôn hiệu cho Hoàng hậu. Sau đó trong nước có nguyệt thực, Túc Tông bèn bỏ ý định này. Tuy nhiên lúc đó trong cung cấm, Trương Hoàng hậu cũng đã liên kết với hoạn quan Lý Phụ Quốc, can dự triều chính và có âm mưu phế lập Thái tử, tạo thành một thế lực mới trong triều. Cùng năm, ngày 26 tháng 6 (âm lịch), Hưng vương Lý Thiệu bệnh chết, trong khi người con trai còn lại của Hoàng hậu là Định vương Lý Đồng còn nhỏ tuổi, nên ngôi vị của Lý Dự tạm thời không bị đe dọa. Lý Phụ Quốc và Trương Hoàng hậu ngày một ngang ngược hống hách trong triều, lại nắm được binh quyền ở kinh đô nên cả Túc Tông cũng phải e dè, nạn hoạn quan lộng quyền nửa cuối thời Đường được khơi nguồn từ đó. Trương hoàng hậu sủng bế chuyên phòng, thường được nhận triều bái của mệnh phụ ở Quang Thuận môn (光順門), thế lực càng mạnh mẽ, can dự cả vào triều chính dù không công khai như Võ Tắc Thiên hay Vi Thái hậu khi trước.
Bà thấy Huyền Tông Thượng hoàng ở tại Hưng Khánh cung (興慶宮) già cả yếu đuối, cũng không thèm tôn trọng gì cả. Túc Tông nhiều lần muốn thăm Thượng hoàng cũng bị Trương hoàng hậu ngăn trở. Nhân đó, Lý Phụ Quốc liên kết với Trương hoàng hậu, nhân Thượng hoàng ra cưỡi ngựa, Lý Phụ Quốc ép buộc ông phải trở về cung điện, không lâu sau giả lệnh Túc Tông, xin Thượng hoàng đến Tây Nội bàn việc, lúc này Túc Tông đang bị bệnh không xuống giường được. Khi sắp tới Tây Nội, Thượng hoàng thấy Lý Phụ Quốc mặc võ phục, đeo kiếm, dẫn mấy trăm quân sĩ, vác thương, cầm kiếm, xếp hàng hai bên đường, nên lo sợ. Cao Lực Sĩ mắng Lý Phụ Quốc, do đó Phụ Quốc phải lui ra. Nhưng Thượng hoàng bị giữ lại ở Cam Lộ điện (甘露殿) trong Tây Nội.

## Cái chết
Năm Bảo Ứng nguyên niên (762), mùa xuân, Đường Túc Tông bị bệnh nặng, nằm liệt giường không thể dậy nổi và cũng không thể ra coi triều.
Lúc Túc Tông bệnh, Trương Hoàng hậu muốn lấy lòng thương cảm của Hoàng đế đã dùng máu viết kinh Phật để cầu nguyện cho ông. Đến tháng 5 năm đó, do bị kích động vì cái chết của Thượng hoàng Huyền Tông, bệnh tình của Túc Tông càng trở nặng thêm. Lúc này, Trương hoàng hậu và Lý Phụ Quốc sinh ra mâu thuẫn và trở mặt với nhau. Lúc Túc Tông sắp mất, Trương Hoàng hậu bàn với Thái tử Lý Dự nên giết chết Lý Phụ Quốc cùng đồng đảng là Trình Nguyên Chấn (程元振) vì tội chuyên quyền, nhưng Lý Dự cho rằng lúc này không thích hợp để làm việc đó. Trương hoàng hậu từ đó cũng sinh ra lo sợ vì Lý Dự có công lao to, nếu để ông lên ngôi Hoàng đế thì bà ta sẽ rất khó kiềm chế được, nên chuyển sang ủng hộ Nhị hoàng tử là Việt vương Lý Hệ (李係); và cho tuyển hơn 200 dũng sĩ, giả làm hoạn quan, bố trí trong cung để giết Lý Dự.
Ngày 14 tháng 5, Trương hoàng hậu giả mệnh của Túc Tông, triệu Thái tử Lý Dự vào cung để giết đi. Tuy nhiên, việc này bị Lý Phụ Quốc và Trình Nguyên Chấn phát hiện được, bèn báo cho Lý Dự biết. Đêm hôm đó, hai người này dẫn binh vào Lăng Tiêu môn, bắt Trương hậu, Việt vương Lý Hệ cùng bè đảng. Túc Tông lúc đó ở Trường Sinh điện (長生殿), cung nhân và hoạn quan nghe tin trong cung có biến động, bỏ chạy tứ tán, để lại ông nằm trên giường. Lý Dự sai giam Trương hậu ở biệt điện.
Ngày 16 tháng 5 cùng năm, Đường Túc Tông băng hà, hưởng thọ 52 tuổi, làm Hoàng đế được 6 năm. Sau đó, Lý Phụ Quốc và Trình Nguyên Chấn đón Thái tử Lý Dự đến cửa Cửu Tiêm, gặp quần thần. Ngày 18 tháng 5 cùng năm, Thái tử Lý Dự lên ngôi trước linh cữu, tức là Đường Đại Tông. Đồng thời, Lý Phụ Quốc sai giết chết Trương thị cùng hoàng tử Lý Hệ và Lý Đồng. Các anh em bà, và người cậu là Đậu Lý Tín (竇履信) phải bị lưu đày.